# Saint-Laurent-du-Pont
Saint-Laurent-du-Pont è un comune francese di 4 572 abitanti situato nel dipartimento dell'Isère della regione dell'Alvernia-Rodano-Alpi.

## Origini del nome
Il nome del paese è dedicato a san Lorenzo (Saint-Laurent). L'aggiunta del termine Le Pont è legata alla presenza di un ponte sul fiume Guiers che permette di attraversare il centro abitato e di ricongiungersi alla strada per Chambéry venendo da Grenoble o da Voiron.

## Società

### Evoluzione demografica
Abitanti censiti

## Amministrazione

### Gemellaggi
- Herdorf, dal 1984
- Berbenno, dal 1985